# Bordères-et-Lamensans
Bordères-et-Lamensans – miejscowość i gmina we Francji, w regionie Nowa Akwitania, w departamencie Landy.
Według danych na rok 1990 gminę zamieszkiwało 331 osób, a gęstość zaludnienia wynosiła 21 osób/km² (wśród 2290 gmin Akwitanii Bordères-et-Lamensans plasuje się na 851. miejscu pod względem liczby ludności, natomiast pod względem powierzchni na miejscu 717.).